# Dimethyltellurid
Dimethyltellurid mit der Konstitutionsformel Te(CH3)2 ist eine chemische Verbindung aus der Gruppe der Organotellurverbindungen.

## Vorkommen
Dimethyltellurid wird in Organismen, speziell Mikroorganismen (z. B. den Pilzen Penicillium brevicaule, P. chrysogenum und P. notatum sowie im Bakterium Pseudomonas fluorescens), aber auch in Tieren und Menschen, aus anorganischen Tellurverbindungen gebildet. Menschen geben die knoblauchartig riechende Verbindung nach Exposition mit Tellur oder Tellurverbindungen eventuell monatelang über die Atemluft, Schweiß, Harn oder die Haut ab. Die Bildung von Dimethyltellurid auf diesem Weg wurde 1939 entdeckt.

## Gewinnung und Darstellung
Dimethyltellurid kann durch Reaktion von Natriumtellurid oder Kaliumtellurid mit Methyliodid gewonnen werden.
{\displaystyle \mathrm {K_{2}Te+2\ CH_{3}I\longrightarrow (CH_{3})_{2}Te+2\ KI} }
Ebenfalls möglich ist die Reaktion von Trimethyltelluriodid mit Triphenylphosphan oder Tributylphosphan.
{\displaystyle \mathrm {(CH_{3})_{3}TeI+(C_{6}H_{5})_{3}P\longrightarrow (CH_{3})_{2}Te+(C_{6}H_{5})_{3}CH_{3}PI} }

## Eigenschaften
Dimethyltellurid ist eine gelbliche Flüssigkeit mit knoblauchartigem Geruch, die löslich in Ethanol ist. An Luft wandelt sie sich direkt zu Dimethyltelluroxid um.

## Verwendung
Dimethyltellurid wird als Standard für die Gaschromatographie verwendet.

## Sicherheitshinweise
Dimethyltellurid ist giftig und schädigt Leber, Herz, Nieren und Blut.